# 和知直頼
和知 直頼（わち なおより）は、戦国時代の武将。白河結城氏の家臣。

## 出自
和知氏は白河結城氏の支流であり、重臣を務めた家柄である。柏野館（西郷村）を居館としたという。和知氏には十郎、美濃守を名乗る系統と右馬助、周防守を名乗る家系の二流あり、直頼は後者の系譜を引く。通字は「頼」とされている。結城義顕を白河城から追放し、小峰義親の入城を手引きした和知美濃守は前者の系統を引くという。

## 略歴
天文4年（1535年）、白河結城氏10代当主・結城義綱の近津大明神への寄進状の添状を発給している。この文書の付箋に「白河宿老」と記載されていることから上級家臣であると推測される。天文11年（1542年）、義綱の嫡男・晴綱の官途授与・偏諱取得に関与し、室町幕府との折衝取次に当たった。天文13年（1544年）、義綱が鹿王山最勝寺に銅鐘を奉納した際は直頼は奉行を務めており、銘文に名が刻まれている。天文22年（1553年）、北条氏康の一門・北条綱成と書状を通じて北条氏との友好を深めた。
永禄3年(1560年）の二階堂氏との争いでは主君・結城晴綱の代官となって敵方の須田盛秀と交渉し、和睦を成立させた。永禄4年（1561年）の書状を最後にその後の事跡は不明であり、この頃に死没したと思われる。
その後の和知氏は、主家改易後に帰農し庄屋になったとも、結城義綱の子孫・小峰義親に従って仙台藩に仕えたともいわれる。